# Университарио (стадион, Каракас)
Эстадио Университарио де Каракас (исп. Estadio Universitario de Caracas) — многофункциональный стадион, расположенный в городе Каракас, столице Венесуэлы. Является домашней ареной для столичного бейсбольного клуба «Леонес дель Каракас» и бейсбольной команды «Тибуронес де Ла-Гуайра» из морского порта Ла-Гуайра. Был открыт в 1952 году. Вместимость стадиона составляет 22 690 зрителей.
Стадион был построен в 1950-1952 годах по проекту известного венесуэльского архитектора Карлоса Рауля Вильянуэвы в рамках работ по созданию Университетского городка, к которому стадион и относится. Стадион, как и городок, находится в ведомости Центрального университета Венесуэлы, старейшего и главного высшего учебного заведения Венесуэлы. Университарио был возведён к началу Боливарианских игр 1951 года.